# Lekkoatletyka na Letnich Igrzyskach Olimpijskich 1904 – bieg na 4 mile drużynowo

Bieg na 4 mile drużynowo na igrzyskach olimpijskich w 1904 w Saint Louis rozegrano 3 września 1904 na stadionie Francis Field należącym do Washington University. Startowały zespoły złożone z pięciu zawodników. Biegacze uzyskiwali liczbę punktów równą miejscu, które zajęli w biegu. Zespół z najmniejszą liczbą punktów zwyciężał.
Zgłosiły się tylko dwa zespoły reprezentujące kluby lekkoatletyczne: New York Athletic Club, składający się z 5 zawodników amerykańskich oraz Chicago Athletic Association, w którym biegło czterech Amerykanów i Albert Corey z Francji. Dlatego ten ostatni zespół jest określany jako drużyna mieszana. Był to jedyny przypadek rozegrania tej konkurencji na igrzyskach olimpijskich. W 1904 nie rozegrano natomiast biegu na 4 mile w konkurencji indywidualnej.

## Finał
| lp | Drużyna           | Reprezentacja                                                                           | Imię i nazwisko                                                           | Wiek                  | Wynik      | Miejsce indyw.      |
| -- | ----------------- | --------------------------------------------------------------------------------------- | ------------------------------------------------------------------------- | --------------------- | ---------- | ------------------- |
| 1  | Stany Zjednoczone |                                                                                         | Arthur Newton George Underwood Paul Pilgrim Howard Valentine David Munson | 21 19 20 22 20        | 27 punktów | 1 (21:17,8) 5 6 7 8 |
| 2  | Drużyna mieszana  | Stany Zjednoczone · Stany Zjednoczone · Stany Zjednoczone · Francja · Stany Zjednoczone | Jim Lightbody William Verner Lacey Hearn Albert Corey Sidney Hatch        | 22 21 23 25 lub 26 21 | 28 punktów | 2 3 4 9 10          |

Newton prowadził od samego początku i wygrał zdecydowanie przed Lightbodym. Chicago AA pomimo zajęcia 2., 3. i 4. miejsca przegrało 1 punktem z New York AC.